# Union mount
Un union mount (approximativement traduisible par un montage en union) est un point de montage permettant de réunir plusieurs systèmes de fichiers en un seul virtuel.
Généralement l'un des deux systèmes de fichier est monté en lecture seule, alors que le second permet un accès en écriture.
L'implémentation la plus connue sous Linux en est Unionfs, tandis qu'une alternative se nomme aufs.
La fonctionnalité "Library" été introduite à partir de Windows 7.